# Kim Hong-do
Kim Hong-do (hangeul : 김홍도 ; hanja : 金弘道), connu aussi sous le nom de Danwon (hangeul : 단원 ; hanja : 檀園), est un peintre coréen de la fin de la période de Joseon (1745 - en ou après 1806, 1816, 1818). C'est un peintre professionnel employé par la cour mais qui a aussi travaillé pour la classe moyenne supérieure, jungin.
Il tient une partie de sa célébrité pour avoir été le premier peintre à avoir représenté la vie de tous les jours en Corée, d’une manière similaire à celle des peintres de l'Ukiyo-e, dans le Japon de l'époque d'Edo. Pour cette raison, ses peintures sont appréciées autant parce qu’elles nous montrent la vie de la population de cette époque, des personnes bien typées et expressives dans leurs activités que pour la valeur esthétique de ces peintures.
De nos jours, avec Hyewon et Owon, Danwon est connu comme l’un des « trois Wons », comme étant l’un des trois grands peintres de l'époque Joseon, tout comme Owon et Ahn Gyeon. La ville d’Ansan lui a rendu hommage en nommant le district de Danwon-gu en son honneur et en organisant chaque année le « festival Danwon des arts ».

## Éléments biographiques

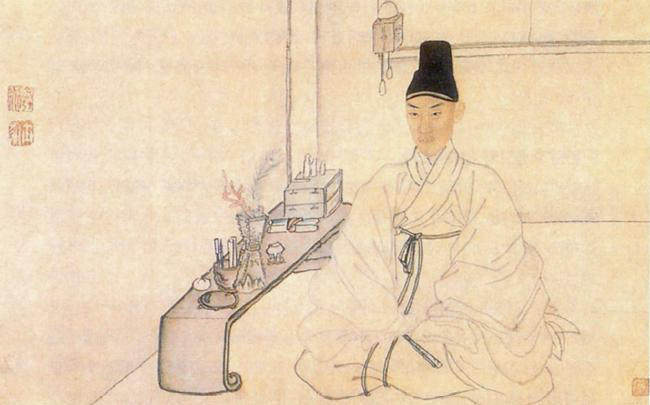
Autoportrait attribué à Kim Hong-do.. Musée d'art coréen, Pyongyang

Kim Hong-do est originaire de la famille des Kim[Lequel ?] de Gimhae. Il a grandi à Ansan, une ville située au sud-ouest de Séoul près de la mer Jaune. Son maître était Kang Sehwang, un lettré et l'un des calligraphes les plus célèbres de l’époque, qui pratiquait aussi la peinture et avec lequel il a étudié dès l'âge de sept ans. Il est resté l'ami de celui qui fut son maître, Kang Sehwang. Il entra à l’office royal de peinture, la Dohwaseo, avant d'avoir 20 ans. En 1765, sa représentation de l'anniversaire du roi Yeongjo le fit connaître. Ensuite, peintre de cour, il réalisa le portrait du roi Jeongjo, d'abord en 1771 avant son accession au pouvoir, puis de nouveau en 1781. C'est vers cette époque qu'il entra temporairement dans le gouvernement. Il a travaillé, ensuite, à Andong, puis en 1788, il a réalisé des peintures dans les montagnes de Kumgang pour le compte du roi Jeongjo. Dans les années 1790 son succès lui assure le patronage de patrons privés. mais le contraignent à peindre continuellement. Il a écrit sa dernière lettre en février 1805.

## L'œuvre de Kim Hong-do
À cette époque, la Chine, en partie ouverte à des contacts avec le monde occidental transmis par les jésuites, sert de stimulus aux artistes coréens. Ceux-ci s'autorisent à de nouvelles pratiques et des sujets qui marquent leur attachement à une modernité proprement coréenne, inspirée par le mouvement silhak (ou sirhak, « la science des concrets ») et l'intérêt porté aux paysans et au petit peuple.
Kim Hong-do (1745-v.1806/18) est un peintre aux démarches multiples, et il assure alors la transition avec la période suivante, entre la fin du XVIIIe siècle et le début du XIXe siècle. Il consacre un célèbre cahier (peinture de genre : pungsokhwa ou  pungsokdo) aux activités populaires,, saisies dans un instant précis, dans l'action. Une vision qui participe de l'esprit du temps, comme au Japon de cette époque d'Edo, et des livres d'estampes eux aussi consacrés aux activités populaires.
Ainsi la peinture du milieu de cette période tend vers plus de naturalisme. Kim Hongdo, sur le paravent du musée Guimet (1778), sur ses albums dans les scènes de genre que le roi Jeongdo appréciait, se distingue du courant similaire au Japon, où les scènes de la vie participent de l'esprit Ukiyo-e. Kim Hondo traite par ailleurs, tout autant le paysage, dans cet esprit relativement naturaliste, avec une certaine vue, en particulier, sur d'impressionnants cristaux de basalte du district de Gemgang (v. 1788) sur lesquels un couple (?), à proximité d'un pavillon, regarde la mer. Pour un autre site célèbre (Album de l'année Byeongjin, 1796) il change de style. Il joue ainsi de différents registres d'expression dans son travail de l'encre : soit plus descriptif, à la touche régulièrement précise dans le premier cas, soit plus évocateur et multipliant les effets de pinceau dans le second. Mais il n'est nullement attaché, par principe, à une vision seulement naturaliste de la réalité observée.
Le « portrait » qu'il dresse de son propre jardin, à l'occasion d'une visite qui lui est chère, témoigne plus de son idéal que d'une réalité. Il n'aurait eu, alors, en fait, qu'une vie de citadin, peintre de cour, alors qu'il se voit dans sa peinture, à la campagne, vivant décontracté, avec des amis, au son du gayageum ; un pipa accroché au mur. Kim Hongdo déploie, par ailleurs, son esprit novateur dans la saisie de scènes de la vie quotidienne, dans un album qui fait son succès en Corée. Ce sont des paysans au travail, des fêtes populaires avec leurs jeux et leurs spectateurs, et aussi ces rares instants de surprise « érotique », avec des lavandières, et un petit regard indiscret caché derrière son éventail. Ce thème est ensuite repris par d'autres peintres, dont Sin Yunkok (1758- ap. 1813) dans des vues plus directes, éventuellement des baigneuses, au début du XIXe siècle. Les albums à scènes de genre se multiplient ainsi à cette époque. Kim Hong-do a peint aussi quelques feuilles érotiques, vues à distance.
Deux paysages, d'après Ni Zan (1301-1374) - qui vivait au cours de la période de domination Yuan - sont clairement des re-créations selon la tradition des peintres lettrés, et selon les formules de l'école du Sud dont Ni Zan représente la quintessence. Kim Hong-do reprend la formule de Ni Zan du paysage au pavillon isolé et vide. Son pinceau semble manié comme dans la peinture de l'artiste chinois, cinq siècles auparavant, en évoquant des arbres aux troncs très élancés, mais aussi suivant des mouvements variables, irréguliers. Dans la peinture du chinois, ce qui était des monts, situés à l'horizon - peut être des symboles du pouvoir impérial Yuan, détesté - a fait place aux marécages qui contextualisent la scène, dans la Corée, vers 1800, à la mort du roi Jeongjo qui était le protecteur de Kim Hongdo. Une période qui sombre dans le constat de l'échec du mouvement silhak et des rèves qu'il avait suscités, la réaction de la classe dominante des yangban n'allait pas se faire attendre.
- Une analyse subtile : Dans les scènes narratives, à nombreux personnages, qui participent du succès de l'artiste, Oh Ju-seok[12], conservateur et conférencier célèbre en Corée, suit une démarche parallèle à celle de Daniel Arasse pour faire apprécier la peinture de Kim Hong-do. Il en fait surgir la richesse en s'appuyant sur une étude précise des procédés, comme les compositions savamment ordonnées, le dessin méticuleusement expressif des gestes, les détails vestimentaires et autres détails qui peuvent introduire jusqu'à la durée dans la narration. Dans ces peintures, d'une remarquable économie de moyens - à la différence des peintures japonaises et chinoises - Kim Hong-do ne se contente pas de regarder avec intelligence ses contemporains, il porte aussi un regard amusé sur eux, parfois critique sans jamais être moralisateur.

### Galerie

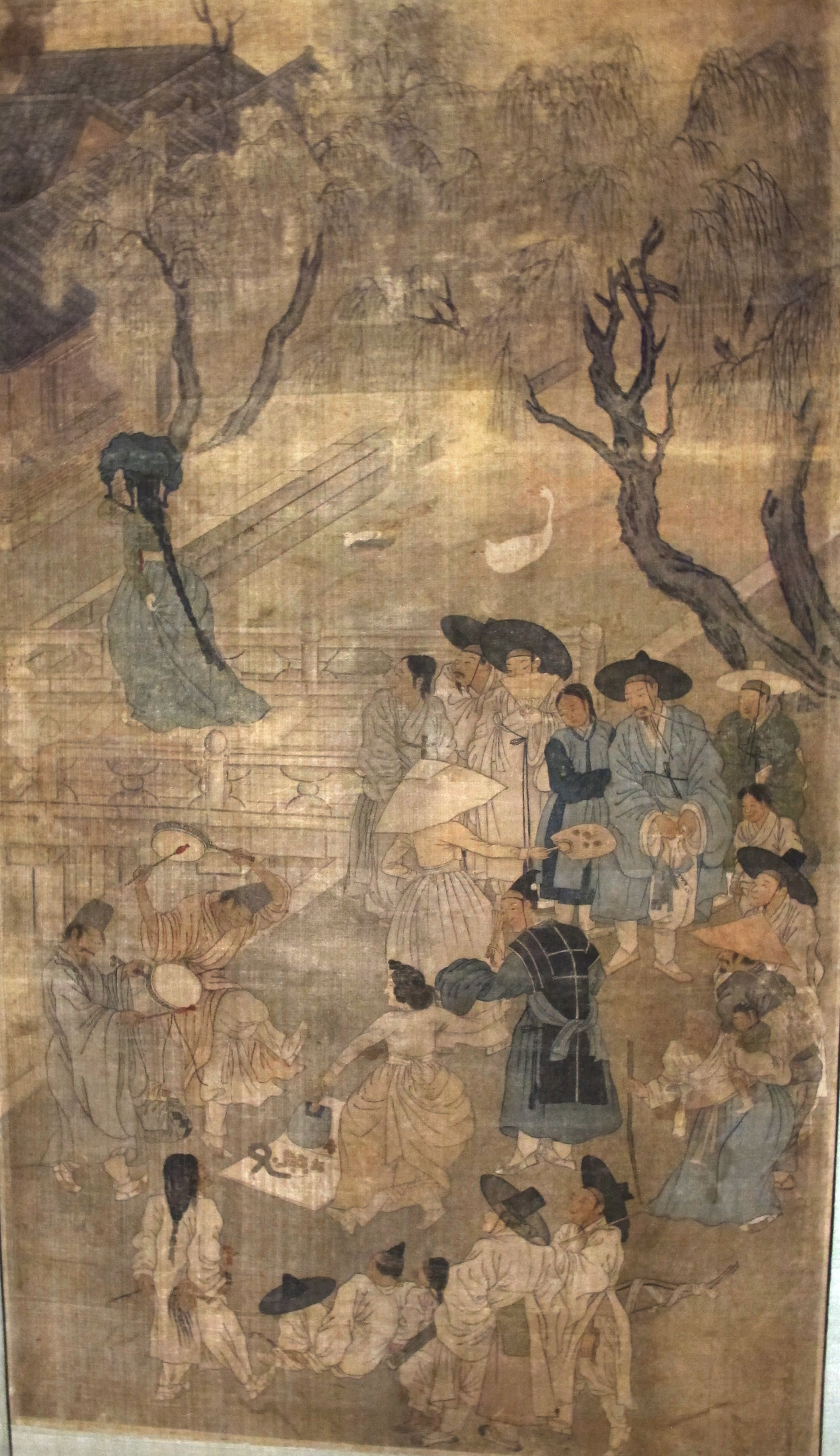
Panneau d'un paravent à 8 panneaux: scènes de genre. H 108 cm. Encre et couleurs sur soie, v. 1768. Musée Guimet
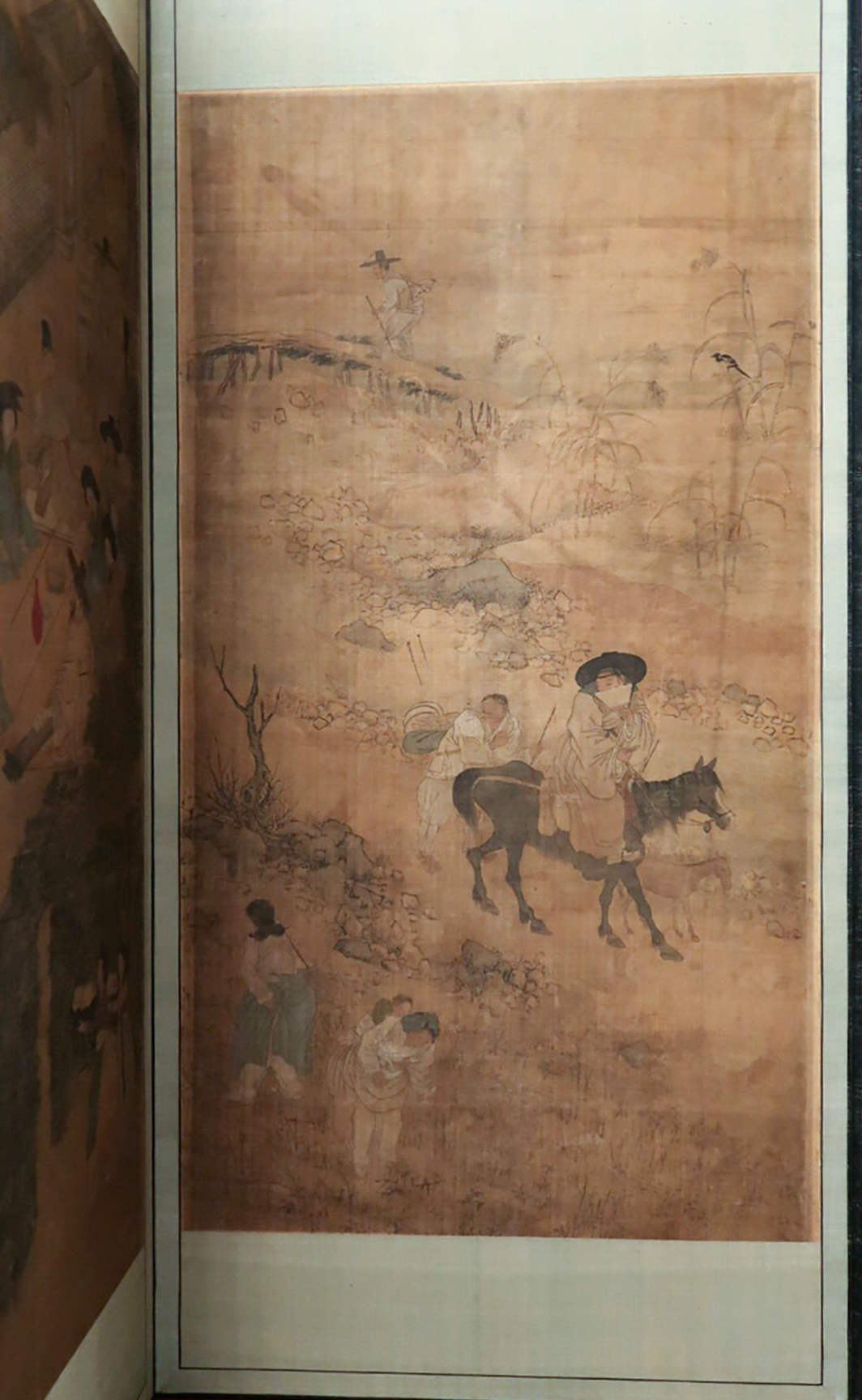
Panneau du même paravent
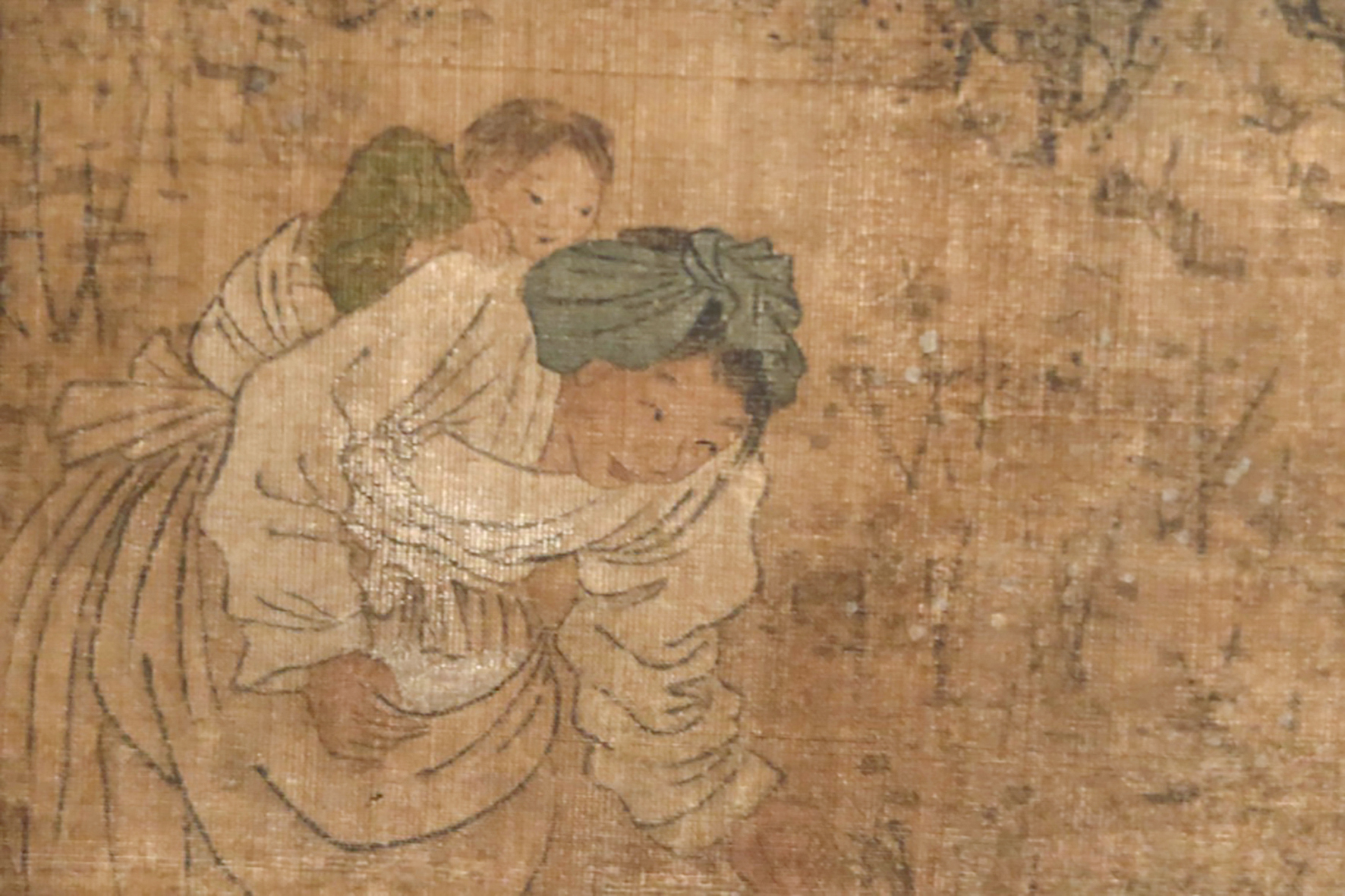
Se sentant observée ...
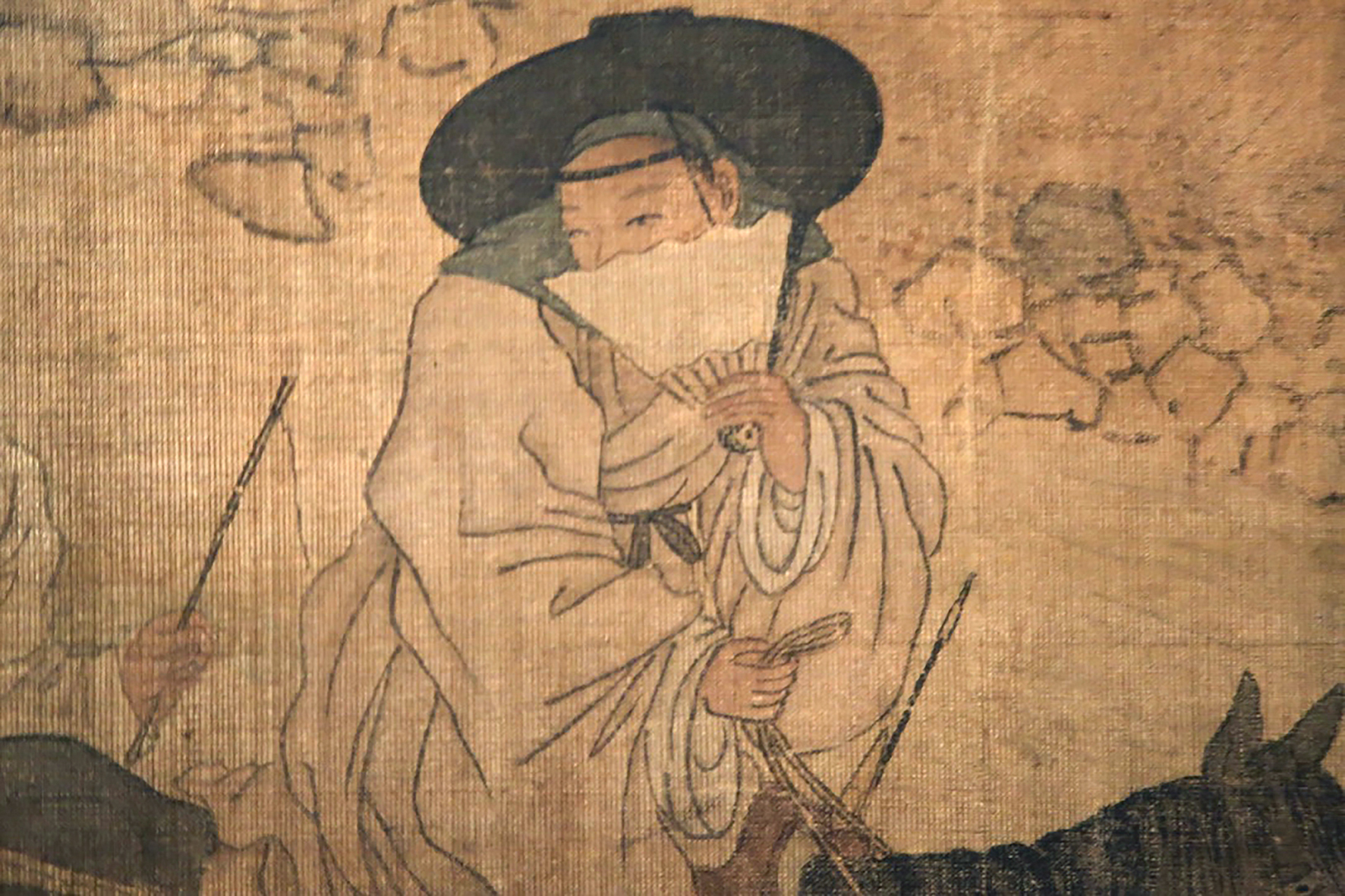
... par un œil dissimulé
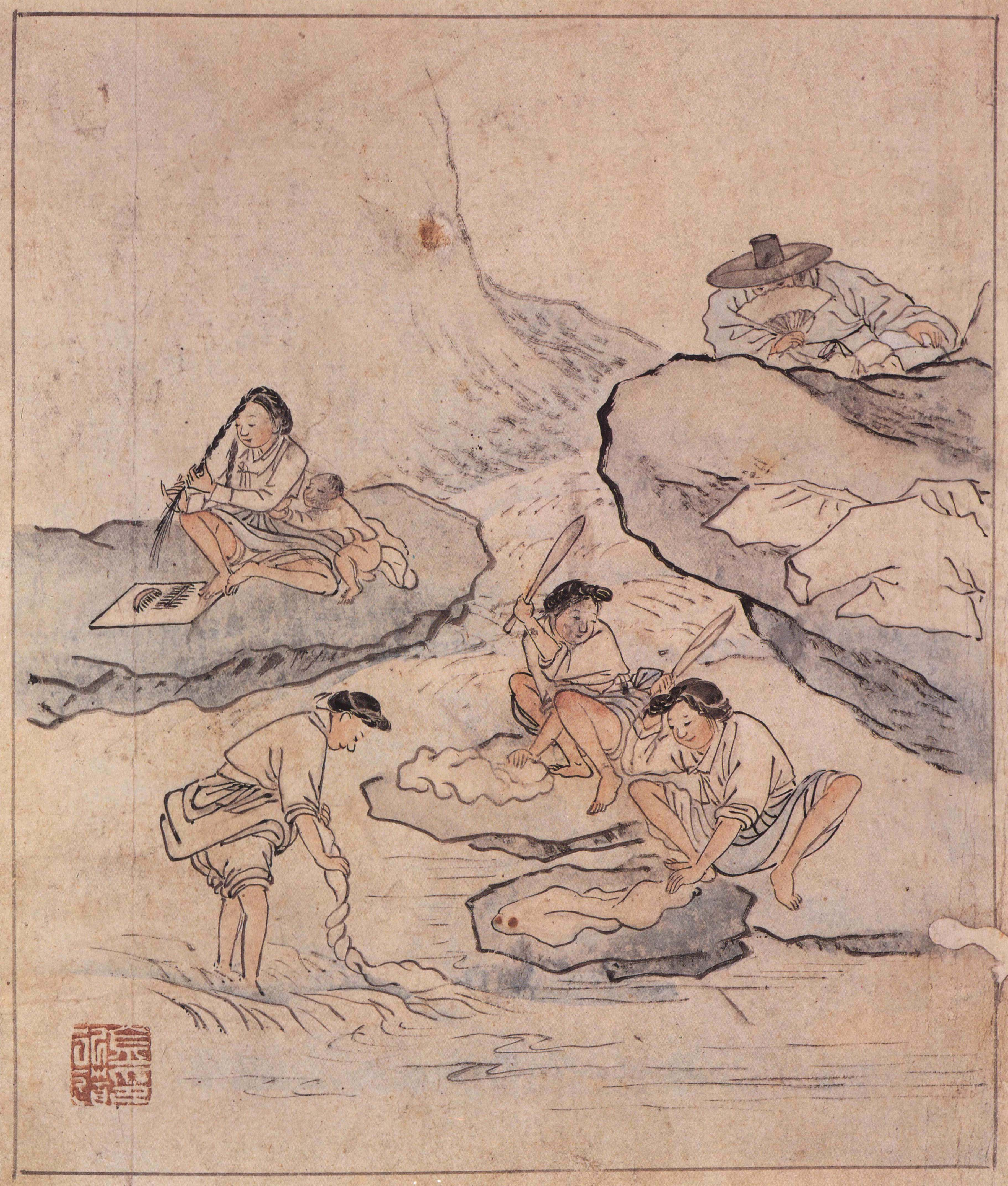
Lavandières. Encre et couleurs sur papier, 26,8 × 22,7 cm. 1750-1800. Feuille d'album, peintures de genre. Musée national de Corée
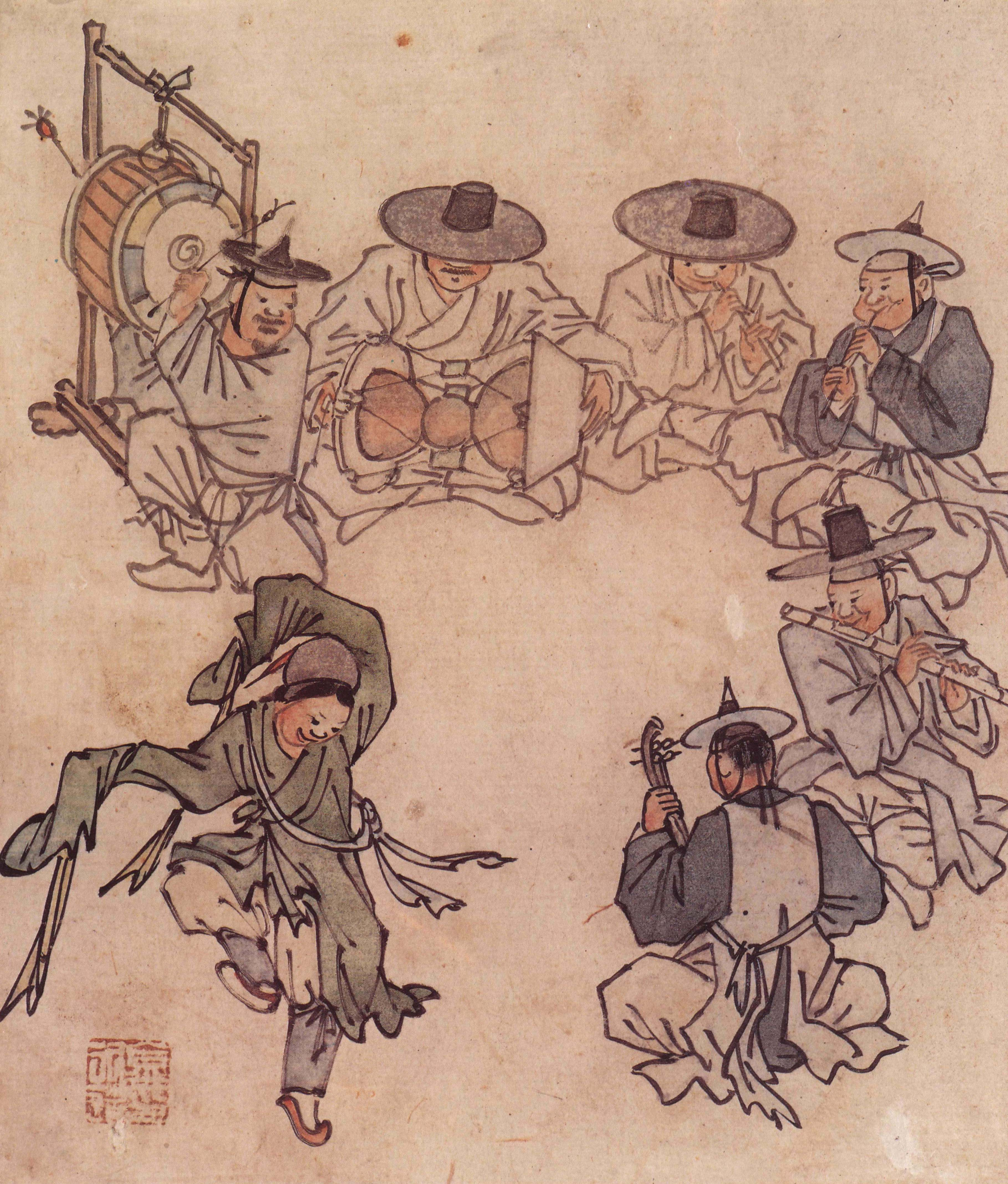
Jeune danseur et musiciens. Feuille tirée du même album
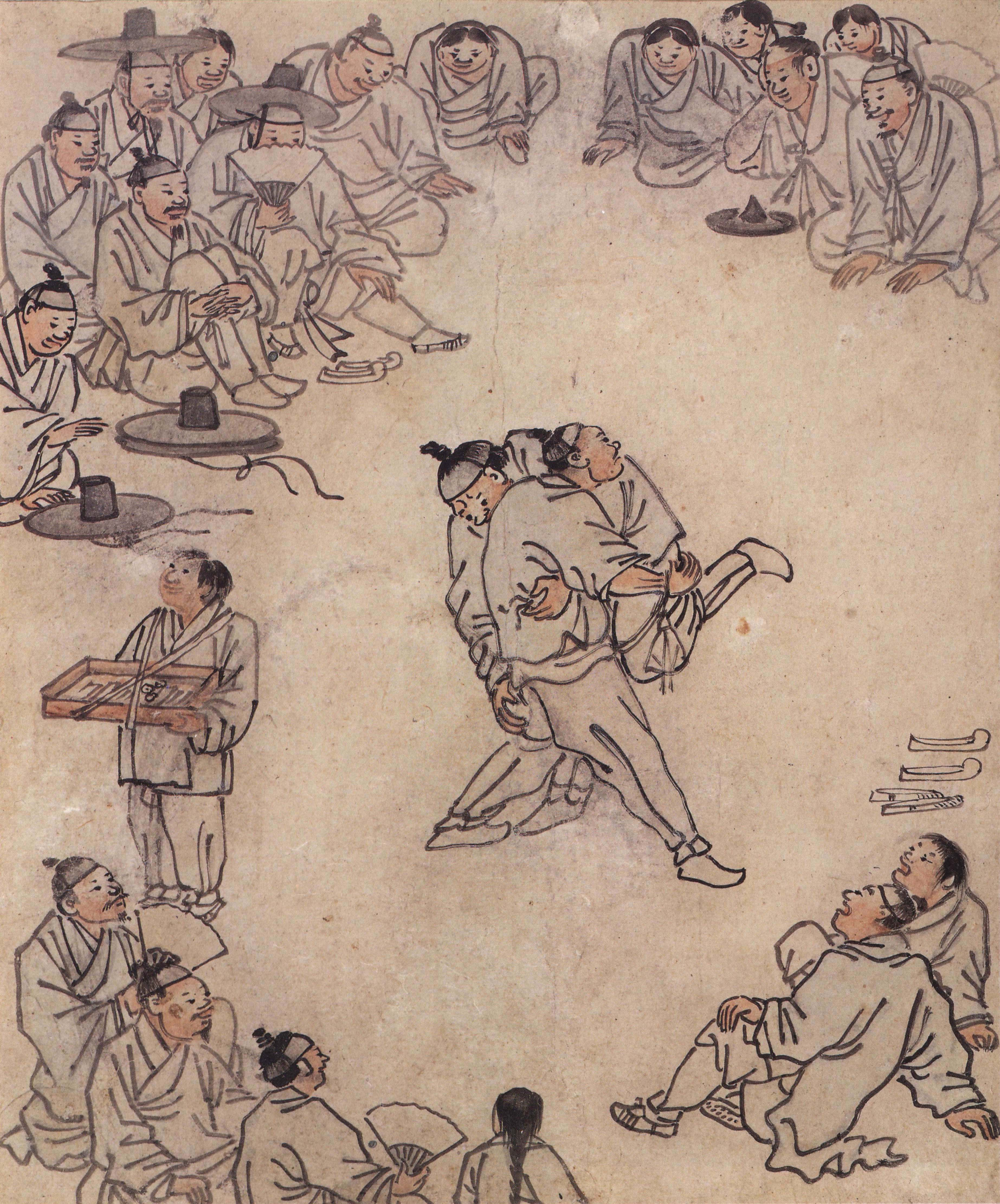
Les lutteurs. Feuille tirée du même album
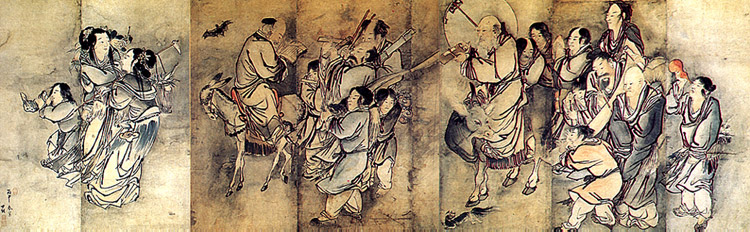
Assemblée d’immortels taoïstes. 132,8 × 575,8 cm. Kim Hong-do. 1776. Leeum, Samsung Museum of Art. Trésor national n° 139
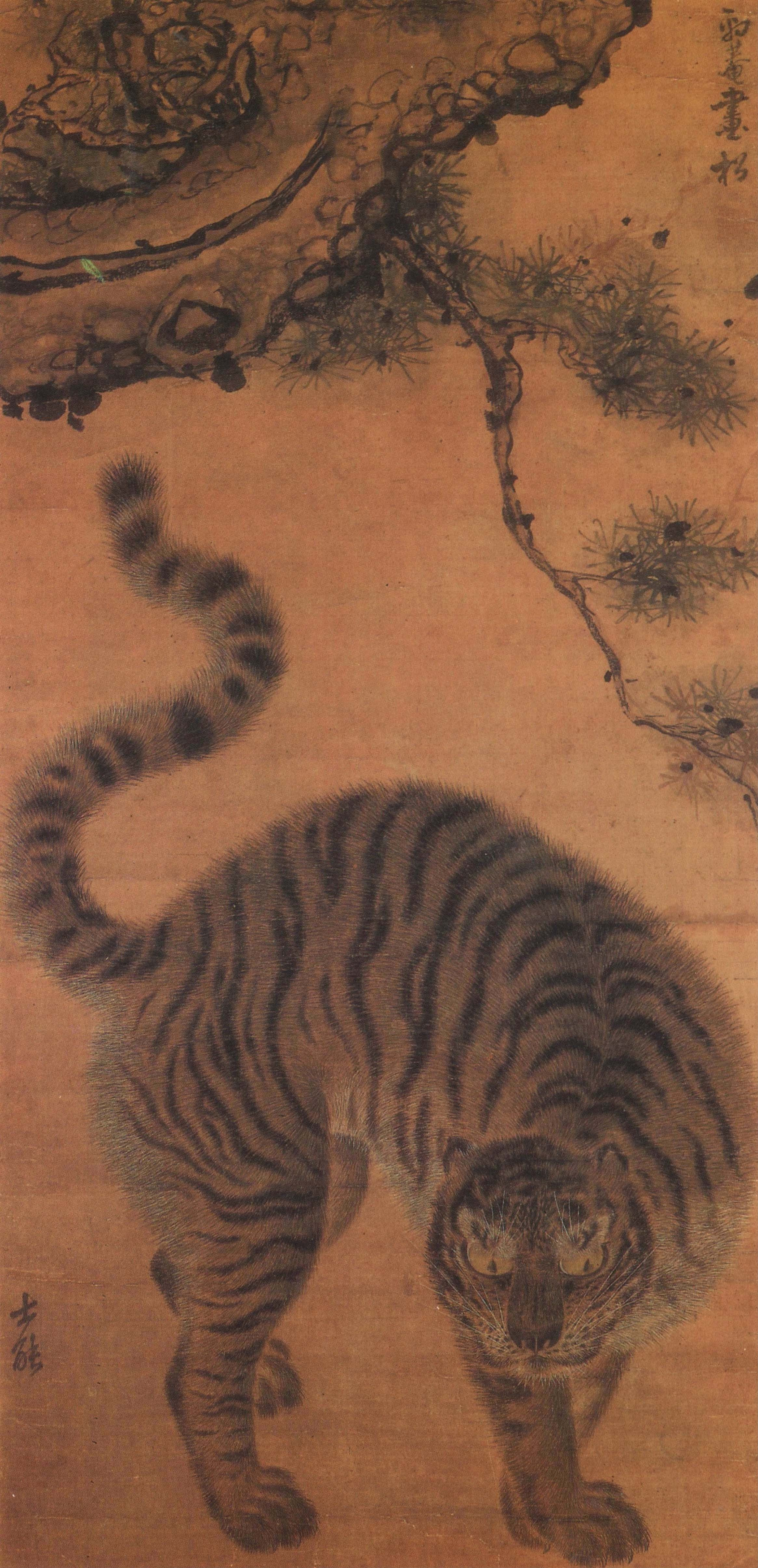
Tigre sous un pin. Encre et couleurs légères sur soie. H. 90,4 cm. Musée d'art Ho-Am
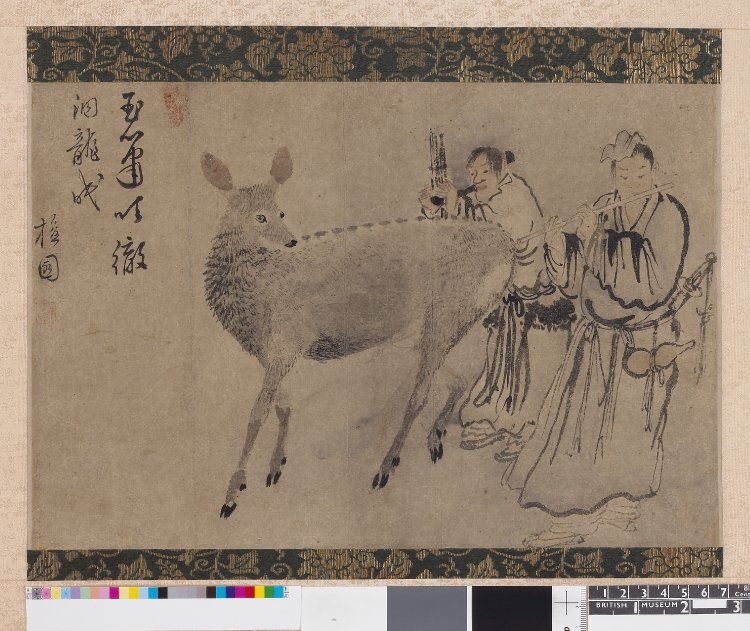
Deux immortels et un daim. (Attribution). Encre sur papier, L. 23 cm. Fin XVIIIe siècle. British Museum
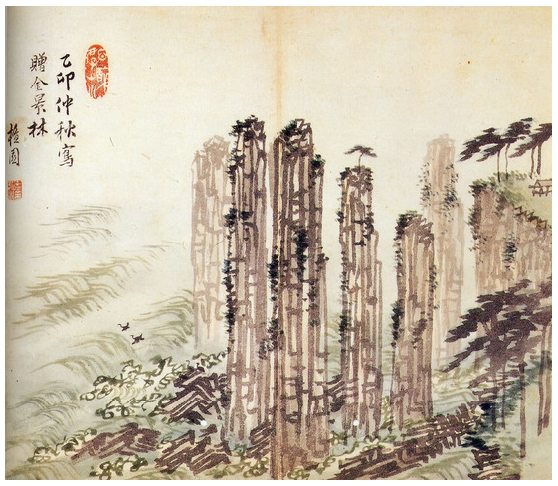
Album des 4 districts de Gemgang, v 1788. Encre et couleurs légères sur soie. 30,4 × 43,7 cm.
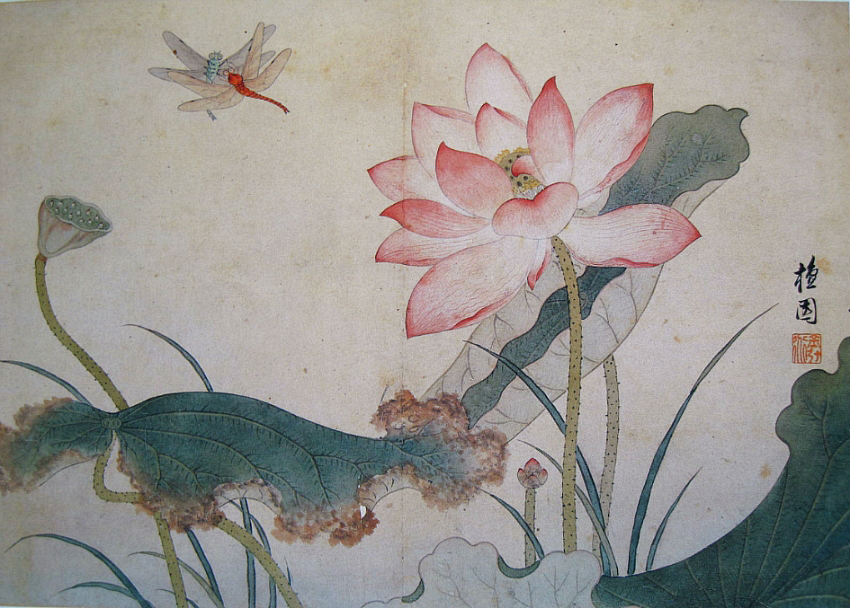
Lotus et libellules. Encre et couleurs sur papier, v. 1800
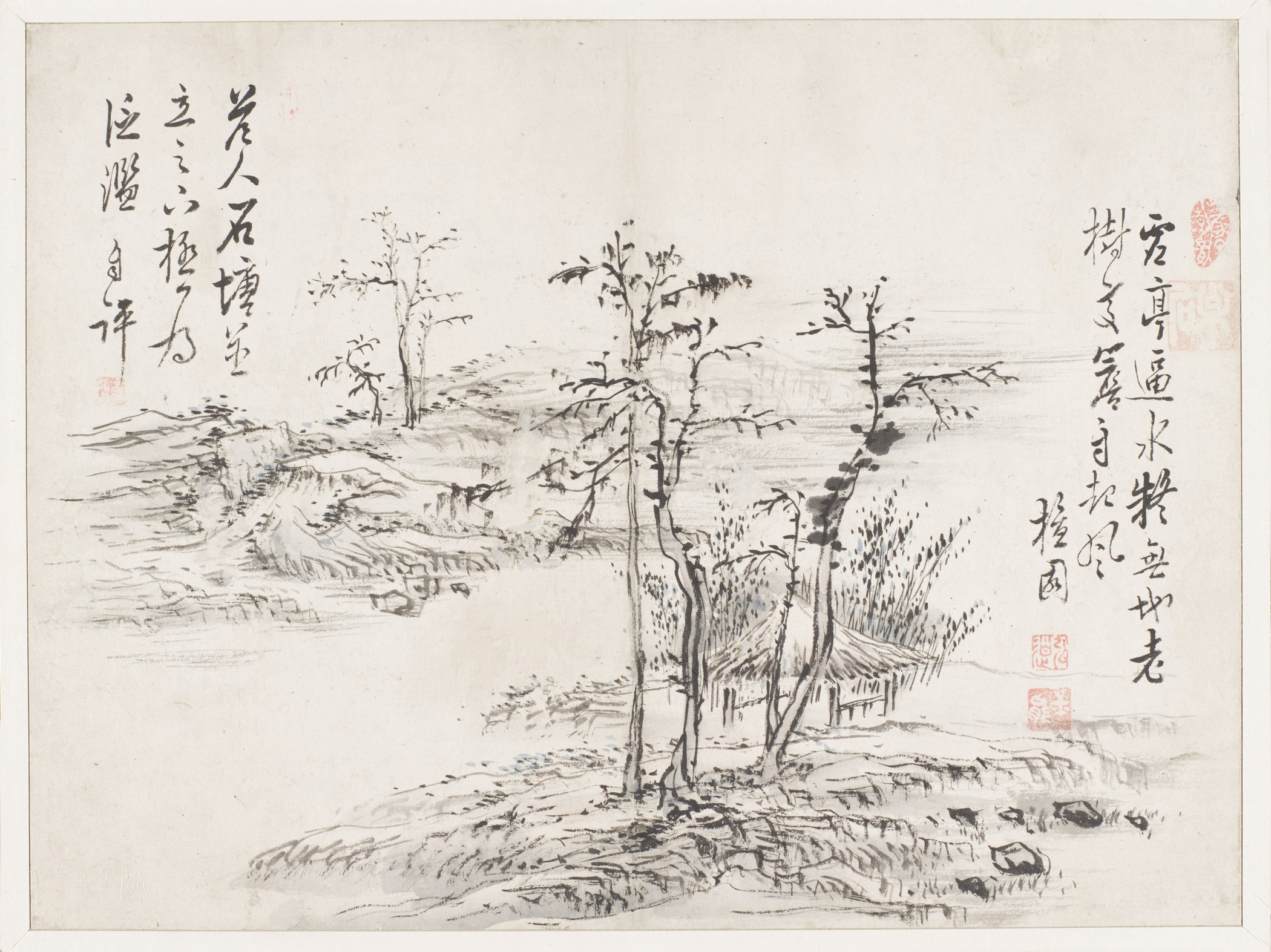
Paysage d'après Ni Zan. Feuille d'album, v 1800. Encre sur papier, H 30,5 cm. LACMA

## L’album
L’album de Danwon (Danwon pungsokdo cheop, 단원풍속도) est un album de peinture de genre (pungsokdo) réalisé par Danwon vers 1800. Il comprend 25 aquarelles peintes sur  papier coréen, hanji. Chaque peinture montre la vie quotidienne des gens du peuple à la fin de la période de Joseon. Il est conservé au musée national de Corée à Séoul.
L'arrière-plan, complètement omis dans la plupart des œuvres, rend le public plus attentif à chaque sujet, en forçant l'attention sur les expressions et les gestes des personnages. Même sur cette petite surface, où l'arrière-plan est omis, l'artiste crée un sentiment d'espace suffisant grâce à un arrangement spatial approprié entre les personnages. Le style de tracé quelque peu rustique qui est le sien, style qui convient pour exprimer la vie simple des gens du commun, correspond bien à ses personnages, et les expressions des caractères peints avec seulement quelques coups de pinceau révèlent des individualités avec vivacité et humour.
Cette série de peintures est supposée avoir été réalisée lorsque Kim Hongdo était dans sa quarantaine. Néanmoins, la question de l'authenticité de certaines œuvres de cette galerie, devrait nécessiter à l'avenir une analyse plus critique de la part des spécialistes de l'artiste. Certains y voient une œuvre plus moderne, de la fin du XIXe siècle, voire du début XXe.
Les peintures de genre montrant la vie des gens ordinaires ont été fondées sur les positions et les goûts de la famille royale, et ont été produites à des fins d'édification et d'entraide. Aujourd'hui, leur succès, en Corée, est tel qu'elles participent à l'identification des Coréens à un sentiment national. Leur esprit, plein d'humour et sans soucis est souvent considéré comme l'essence du caractère coréen.

### Au travail
| Peinture | Titre              | Titre coréen    | Description |
| -------- | ------------------ | --------------- | ----------- |
|          | Les labours        | 논갈이 (耕畓)   |             |
|          | Le battage du riz  | 타작 (打作)     |             |
|          | Ferrer un cheval   | 편자박기 (蹄鐵) |             |
|          | Une forge          | 대장간          |             |
|          | La coupe du tabac  | 담배썰기        |             |
|          | La pose des tuiles | 기와이기 (葺瓦) |             |
|          | La pêche           | 고기잡이 (漁場) |             |

### La vie quotidienne
| Peinture | Titre                 | Titre coréen    | Description |
| -------- | --------------------- | --------------- | ----------- |
|          | Le tissage            | 길쌈 (織造)     |             |
|          | Le tissage d’un tapis | 자리짜기 (編席) |             |
|          | Les lavandières       | 빨래터 (漂母)   |             |
|          | Au puits              | 우물가 (井邊)   |             |
|          | La divination         | 점괘 (占卦)     |             |
|          | Le déjeuner           | 점심            |             |
|          | La taverne            | 주막 (酒幕)     |             |

### Dans la rue
| Peinture | Titre                        | Titre coréen        | Description |
| -------- | ---------------------------- | ------------------- | ----------- |
|          | Le bac                       | 나룻배              |             |
|          | Le colporteur                | 행상 (行商)         |             |
|          | Sur le chemin du marché      | 장터길              |             |
|          | Sur le chemin du mariage     | 신행 (新行)         |             |
|          | Un éclat de rire dans la rue | 노상파안 (路上破顔) |             |

### Les loisirs
| Peinture | Titre                   | Titre coréen  | Description |
| -------- | ----------------------- | ------------- | ----------- |
|          | Le jeu de gonu          | 고누놀이      |             |
|          | Un danseur              | 무동 (舞童)   |             |
|          | Ssirum (le sumo coréen) | 씨름 (相撲)   |             |
|          | Le tir à l’arc          | 활쏘기 (射弓) |             |

### Éducation
| Peinture | Titre                     | Titre coréen   | Description |
| -------- | ------------------------- | -------------- | ----------- |
|          | L’observation d’une image | 서화감상(審觀) |             |
|          | Seodang, l’école          | 서당 (書堂)    |             |